# Бедренно-половой нерв
Бедренно-половой нерв (лат. Nervus genitofemoralis) — нерв поясничного сплетения.
Бедренно-половой нерв (LI — LII) проходит через толщу большой поясничной мышцы и её переднюю поверхность, располагаясь позади мочеточника и направляется к паховой области. В толще мышцы или по выходе из неё делится на две ветви — бедренную и паховую.
Ветви лат. n. genitofemoralis:
1. Бедренная ветвь (лат. R. femoralis) располагаясь кнаружи и кзади от наружных подвздошных сосудов, вначале следует позади подвздошной фасции, а затем впереди неё в сосудистой лакуне, где располагается снаружи и спереди от бедренной артерии. Затем прободает широкую фасцию бедра в области подкожной щели и разветвляется в коже данного участка. Некоторые ветви подходят под паховую связку и, прободая широкую фасцию бедра в области подкожной щели и разветвляется в коже области бедренного треугольника. Бедренная ветвь соединяется с передними кожными ветвями бедренного нерва, с подвздошно-паховым нервом.
2. Половая ветвь (лат. R. genitalis) располагается на передней поверхности большой поясничной мышцы, медиальнее бедренной ветви, но также кнаружи от наружных подвздошных сосудов. Затем следует вниз, проникает в паховый канал и, следуя к его поверхностному кольцу, выходит вместе с семенным канатиком у мужчин, или круглой связкой матки у женщин. У мужчин направляется в мошонку, посылая ветви к мышце поднимающей яичко, коже мошонки и к её мясистой оболочке, а также к верхним участкам медиальной поверхности бедра. У женщин она посылает ветви к круглой связке матки, коже области поверхностного пахового кольца и больших половых губ. Эта ветвь может соединяться с бедренной ветвью.

## Изображение

Зона чувствительной иннервации бедренно-полового нерва представлена на передней поверхности бедра сверху тёмно-зелёным цветом